# Marian Skowron
Marian Skowron pseud. Olcha 2 (ur. 8 marca 1915 w Chodkowie, zm. ?) – podoficer Wojska Polskiego, Armii Andersa i Polskich Sił Zbrojnych, oficer Armii Krajowej, porucznik piechoty, cichociemny.

## Życiorys
Po ukończeniu Gimnazjum Państwowego im. S. Konarskiego w Mielcu w 1935 roku od 1936 roku uczył się w Szkole Podchorążych Rezerwy Piechoty w Zambrowie. W latach 1937–1939 pracował na stanowiskach podoficerskich w kilku jednostkach wojskowych.
We wrześniu 1939 roku brał czynny udział jako ochotnik w obronie Grodna. 23 września wraz z oddziałem przekroczył granicę polsko-litewską. Był internowany na Litwie do 10 lipca 1940 roku, a następnie – po zajęciu Litwy przez wojska radzieckie – był więziony przez NKWD w Kozielsku, Wołogdzie i obozu jenieckiego NKWD w Griazowcu.
25 sierpnia 1941 roku został zwolniony z obozu i wstąpił do Armii Andersa, przydzielono go do początkowo do 1 Pułku Rekruckiego, a 9 września do 21 pułku piechoty. Po rozwiązaniu pułku w Palestynie został przydzielony do VIII batalionu 3 Dywizji Strzelców Karpackich, później był dowódcą plutonu V batalionu tej dywizji. Ukończył kurs dowódców kompanii w Centrum Wyszkolenia Armii, kurs adiutantów i kurs minerski.
Zgłosił się do służby w kraju. Został przeniesiony do Włoch i przydzielony do Sekcji Dyspozycyjnej Naczelnego Wodza. Po przeszkoleniu w dywersji i odbiorze zrzutów został zaprzysiężony 29 marca 1944 roku w Oddziale VI Sztabu Naczelnego Wodza. Zrzutu dokonano w nocy z 22 na 23 listopada 1944 roku w ramach operacji „Kazik 1” dowodzonej przez mjr. naw. Eugeniusza Arciuszkiewicza (zrzut na placówkę odbiorczą „Wilga” w pobliżu Szczawy). Dostał przydział do Okręgu Kraków AK na stanowisko oficera wyszkoleniowego I batalionu 1 pułku strzelców podhalańskich AK. Po odprawieniu dotychczasowego Feliksa Perekładowskiego do Zakopanego został 28 listopada mianowany dowódcą 1 kompanii I batalionu tego pułku.
13–14 stycznia 1945 roku dowodził kompanią w bitwie z Niemcami w rejonie wsi Zbludza–Szczawa–Kamienica, za co otrzymał Krzyż Walecznych.
Od 15 marca do 10 maja 1945 roku przebywał w więzieniu UB. We wrześniu opuścił Polskę i 27 października zameldował się w Oddziale VI Naczelnego Wodza w Londynie, gdzie się osiedlił. Jego późniejsze losy są nieznane.

## Awanse
- kapral podchorąży – 30 maja 1937 roku
- plutonowy – 17 lipca 1937 roku
- podporucznik – ze starszeństwem od 11 grudnia 1941 roku
- porucznik – 23 listopada 1944 roku.

## Odznaczenia i wyróżnienia
- Krzyż Walecznych – czterokrotnie.

## Życie rodzinne
Był synem Walentego i Marii z domu Dojko. Ożenił się z Józefą Łapińską.